# Dobromir Sośnierz

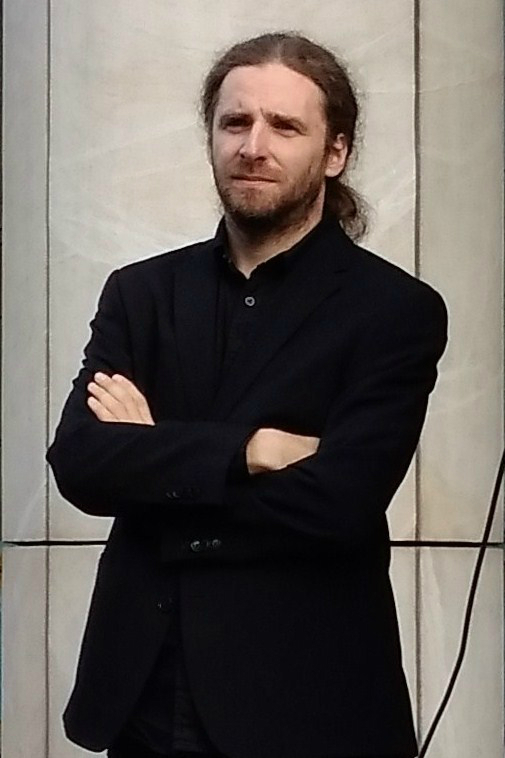
Dobromir Sośnierz (2018)

Dobromir Sośnierz (* 18. Oktober  1976 in Katowice) ist ein polnischer Politiker und Theologe. Er ist Mitglied der Partei Konföderation der Freiheit und Unabhängigkeit. Zuvor gehörte er in den 1990er Jahren der Wahlaktion Solidarność an.

## Leben
Dobromir Sośnierz war von 2019 bis 2023 Mitglied des Sejm. Bei der Europawahl 2014 wurde er nicht ins Europaparlament gewählt, rückte jedoch 2018 nach und war von 2018 bis 2019 Mitglied es Europaparlaments. Im Europaparlament gehörte er der Fraktion Europa der Nationen und der Freiheit an.